# Miguel de Poblete Casasola
Miguel de Poblete Casasola ou Miguel Millán de Poblete (1602 – 8 de dezembro de 1667) foi um prelado católico romano que serviu como bispo da Nicarágua e arcebispo de Manila de 1649 a 1667.
Miguel de Poblete renunciou ao cargo de Bispo da Nicarágua para se tornar Arcebispo de Manila. Nomeado em 20 de maio de 1648, foi confirmado pelo papa em 21 de janeiro de 1649. Consagrado em 4 de setembro de 1650, na Cidade do México, através de Dom Juan de Mañozca y Zamora, Arcebispos do México. Foi instalado na Arquidiocese de Manila em 22 de julho de 1653. Tentou impor a visita episcopal de padres regulares. Teve brigas com o governador-geral Diego de Salcedo que se recusou a pagar o estipêndio eclesiástico. Reconstruiu a catedral em 1654. Foi enterrado na Catedral de Manila.